# Elgan Rees
Pour les articles homonymes, voir Rees.
Pas d'image ? Cliquez ici

a Compétitions nationales et continentales officielles uniquement.

b Matchs officiels uniquement.
Dernière mise à jour le 13 mars 2024.
 Harold Elgan Rees est né le 5 janvier 1954 à Clydach (pays de Galles). C’est un joueur de rugby à XV sélectionné avec l'équipe du pays de Galles au poste d'ailier.

## Carrière
Elgan Rees honore sa première sélection le 20 janvier 1979 contre l'Écosse, et sa dernière contre la France le 19 mars 1983.
Il dispute de plus un test match avec les Lions britanniques en août 1977 en Nouvelle-Zélande pour le dernier match de la tournée (défaite 9-10). Il est remarquable que Rees obtienne une première sélection avec les Lions avant d'être retenu en équipe nationale du pays de Galles en 1979.

## Palmarès

### Avec l'équipe du pays de Galles
- Treize sélections en équipe nationale
- Ventilation par année : 4 en 1979, 5 en 1980, 4 en 1983.
- Trois Tournois des Cinq Nations disputés : 1979, 1980 et 1983.
- Vainqueur du Tournoi en 1979.

### Avec les Lions britanniques
- Une sélection avec les Lions britanniques
- Sélections par année : 1 en 1977 (Nouvelle-Zélande ).